# المعاين (المخادر)

تعديل مصدري - تعديل

المعاين محلة تابعة لقرية بضعة، التابعة لعزلة بضعة بمديرية المخادر إحدى مديريات محافظة إب في الجمهورية اليمنية، بلغ تعداد سكانها 64 حسب تعداد اليمن لعام 2004.